# Fairfield Challenger 2023
Il Fairfield Challenger 2023, noto anche come Taube-Haase Fairfield Pro Tennis Championship, è stato un torneo maschile di tennis professionistico giocato sul cemento. È stata la 7ª edizione del torneo, facente parte della categoria Challenger 75 nell'ambito dell'ATP Challenger Tour 2023. Si è giocato al Solano Community College di Fairfield, negli Stati Uniti, dal 9 al 15 ottobre 2023.

## Partecipanti

### Teste di serie
| Nazionalità | Giocatore                 | Ranking* | Testa di serie |
| ----------- | ------------------------- | -------- | -------------- |
| Stati Uniti | Alex Michelsen            | 110      | 1              |
| Stati Uniti | Nicolas Moreno de Alboran | 152      | 2              |
| Stati Uniti | Denis Kudla               | 165      | 3              |
| Stati Uniti | Zachary Svajda            | 170      | 4              |
| Canada      | Alexis Galarneau          | 174      | 5              |
| Australia   | Adam Walton               | 199      | 6              |
| Stati Uniti | Tennys Sandgren           | 204      | 7              |
| Svizzera    | Alexander Ritschard       | 209      | 8              |

* Ranking al 25 settembre 2023.

### Altri partecipanti
I seguenti giocatori hanno ricevuto una wild card per il tabellone principale:
- Ozan Baris
- Thai-Son Kwiatkowski
- Aidan Mayo

I seguenti giocatori sono entrati in tabellone con il ranking protetto:
- Christian Harrison
- Brayden Schnur

I seguenti giocatori sono entrati in tabellone come alternate:
- Christian Langmo
- Skander Mansouri

I seguenti giocatori sono passati dalle qualificazioni:
- Keegan Smith
- August Holmgren
- Strong Kirchheimer
- Learner Tien
- Stefan Dostanic
- Alfredo Perez

Il seguente giocatore è entrato in tabellone come lucky loser:
- Federico Agustín Gómez

## Punti e montepremi
| Torneo    | Torneo              | V      | F     | SF    | QF    | 2T    | 1T  | Q | Q2  | Q1  |
| Singolare | Punti               | 75     | 50    | 30    | 16    | 7     | 0   | 4 | 2   | 0   |
| Singolare | Premi in denaro ($) | 10,840 | 6,355 | 3,780 | 2,200 | 1,300 | 780 | – | 390 | 200 |
| Doppio    | Punti               | 75     | 50    | 30    | 16    | –     | 0   | – | –   | –   |
| Doppio    | Premi in denaro ($) | 4,645  | 2,700 | 1,630 | 965   | –     | 545 | – | –   | –   |

## Campioni

### Singolare
Zachary Svajda ha sconfitto in finale  Nishesh Basavareddy con il punteggio di 6–4, 6–1.

### Doppio
Evan King /  Reese Stalder hanno sconfitto in finale  Vasil Kirkov /  Denis Kudla con il punteggio di 7–5, 6–3.